# 인터럽트 벡터
인터럽트 벡터(영어: interrupt vector)는 인터럽트가 발생했을 때, 그 인터럽트를 처리할 수 있는 서비스 루틴들의 주소를 가지고 있는 공간이다. 인텔 아키텍처에서는, 가상메모리를 사용하지 않았던 386이전에는 주로 Main Memory의 0번째에 위치하였으나, 이후부터는 IDT(Interrupt descriptor table)의 형태로 바뀌었다.